# 都市防空戦闘機
都市防空戦闘機（としぼうくうせんとうき）は、大日本帝国陸軍が計画した戦闘機。開発は石川島飛行機が担当したが、実機の製作には至っていない。

## 概要
陸軍は1927年（昭和2年）2月に、三菱航空機、中島飛行機、川崎造船所飛行機部、石川島の4社に対して次期主力戦闘機の競争試作を内示した。
「都市の防空用」という陸軍からの要求に従い、石川島は吉原四郎技師を主務者として、グスタフ・ラハマン博士の指導を受けつつ、1927年4月よりこの都市防空戦闘機の設計に着手した。しかし、同年11月に陸軍は図面書類審査を行い、石川島の機体の製作取り止めを決定。そのため、計画は基礎設計のみで終了した。なお、最終的には中島が提出した機体が九一式戦闘機として制式採用されている。
石川島の機体は、500 hp級のエンジン1基と一葉半方式の主翼を備える複葉機となる予定だった。